# Myron Michael Daciuk
Myron Michael Daciuk OSBM, ukrainisch: Мирон Дацюк, (* 16. November 1919 in Mundare, Alberta, Kanada; † 14. Januar 1996 in Edmonton) war Bischof der Ukrainisch Griechisch-Katholischen Kirche von Edmonton in Kanada.

## Leben
Myron Duciuk trat am 16. November 1936 der Ordensgemeinschaft der Basilianer des hl. Josaphat bei und legte am 5. November 1942 sein Ordensgelübde ab. Er wurde am 10. Juni 1945 zum Ordenspriester geweiht, sein Ordensname war Michael. Von 1964 bis 1970 war er Novizenmeister in seinem Orden. Am 24. Juni 1982 wurde er zum Weihbischof in Winnipeg berufen und zum Titularbischof von Thyatira ernannt. Der Erzbischof von Winnipeg Maxim Hermaniuk CSsR weihte ihn am 14. Oktober 1982 zum Bischof. Als Mitkonsekratoren waren der Bischof Jeronim Isidor Chimy OSBM von New Westminster und der Weihbischof in Edmonton Demetrius Martin Greschuk anwesend. Die Ernennung zum Bischof von Edmonton erhielt er am 14. Januar 1991.
Als Bischof von Edmonton war er Mitkonsekrator bei Erzbischof Michael Bzdel CSsR (Winnipeg), Peter Stasiuk CSsR (Melbourne), Wassylij Medwit OSBM (Lemberg) und Sewerian Stefan Yakymyshyn (New Westminster). Er starb am 14. Januar 1996 in Edmonton und wurde auf dem Sankt Peter und Paul Friedhof in Mundare beigesetzt.